# Vadorrey

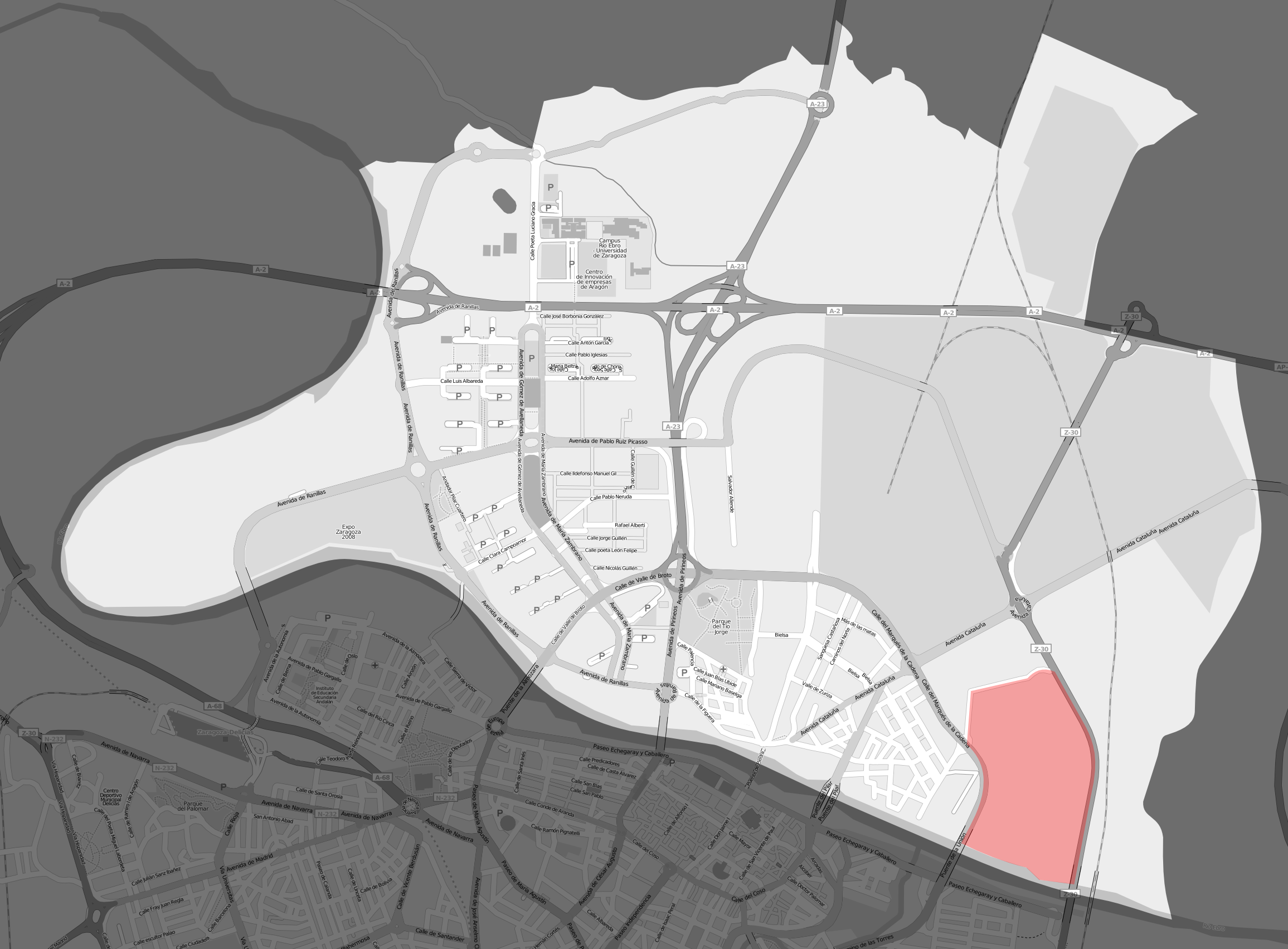
Situación de Vadorrey en Zaragoza.

Vadorrey es un barrio de Zaragoza, situado en la margen izquierda del Ebro cerca del límite que el río Gállego supone a la ciudad por el Este.
Se trata de una zona fuertemente ligada a los dos mayores ríos de la ciudad, siendo extremo de numerosos puentes (Puente de La Unión, Puente Manuel Giménez Abad, Puente del Ferrocarril el puente y azud sobre la represa que regula el caudal del río. La vinculación de este sector de la ciudad con sus ríos es de tal importancia, que sus vecinos levantaron el monumento al Ebro, formado por el último Barco de Aragón que presto servicio público, un remolcador remolachero, que es en sí mismo una pieza arqueológica industrial.
En su orilla está construido el puerto fluvial de Zaragoza, llamado de Vadorrey, otorgándole el derecho de ser nombrado como Barrio Portuario. Es el lugar donde comienza la navegación fluvial del río en su tramo urbano y de la Azud Manuel Lorenzo Pardo, que regula el caudal del río.
Las riberas del barrio en el Gállego forman parte del plan de recuperación fluvial de la Exposición Internacional Zaragoza 2008 y de la Expo Paisajes 2014.
- Datos: Q2888422